# غضروف حاجز الأنف

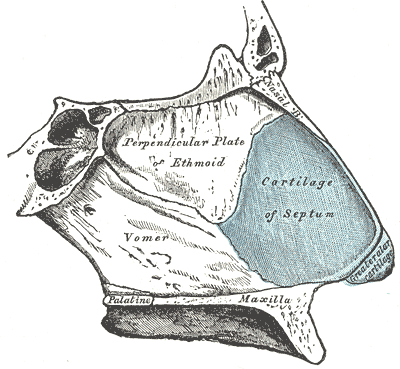
حاجز الأنف

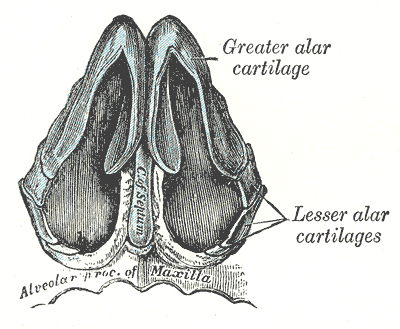
غضاريف الأنف

غضروف حاجز الأنف أو الغضروف الحاجزي هو غضروف زجاجي يشكل الجزء الأمامي من حاجز الأنف ويتمفصل في الخلف مع الميكعة والصفيحة العمودية للعظم الغربالي.